# Club Atlético Boca Juniors
Club Atlético Boca Juniors er en argentinsk fodboldklub, der spiller i landets bedste række, Primera División de Argentina. Klubben har hjemmebane på La Bombonera i La Boca, Buenos Aires.
Klubben har bl.a. fostret Diego Maradona og Juan Roman Riquelme.
Boca Juniors har vundet Copa Libertadores seks gange, Copa Continental tre gange, Copa Oro én gang og den argentinske liga 23 gange.
Klubben er desuden kendt for det frygtindgydende derby mod ærkefjenden River Plate, fra velhaverkvarteret Belgrano i Buenos Aires. Opgøret, kendt som Superclasico, dannede desuden baggrund for en dansk film fra 2011 af samme navn

## Historie
Den 3 april 1905 samledes 5 italienske immigranter sig i midten af La Borca. Sammen stiftede de Boca Juniors.
Boca Juniors startede først i den lokale liga og 2 division indtil de blev oprykket til 1 division i 1913, da divisionen voksede fra 6 hold til 15. Boca er aldrig rykket ned igen, men har vundet 6 amatørtitler (1919, 1920, 1923, 1924, 1926, 1930). Med introduktionen til professionelt fodbold vandt Boca Junior titlen for første gang i 1931.

## Nuværende spillertrup
| Målmænd                                                                            | Forsvarsspillere | Midtbanespillere | Angribere |
| ---------------------------------------------------------------------------------- | --- | --- | --- |
| - 01 Sergio Romero - 12 Leandro Brey - 13 Javier García - 37 Sebastián Díaz Robles | - 02 Cristian Lema - 03 Marcelo Saracchi - 04 Nicolás Figal - 05 Gary Medel - 06 Marcos Rojo - 17 Luis Advincula - 18 Frank Fabra - 23 Lautaro Blanco - 24 Juan Barinaga - 34 Mateo Mendía - 38 Aaron Anselmino - 40 Lautaro Di Lollo - 42 Lucas Blondel - 48 Dylan Gorosito - 52 Walter Molas | - 08 Guillermo Fernandez - 19 Agustín Martegani - 20 Juan Ramirez - 21 Agustín Miramón - 22 Kevin Zenón - 30 Brian Aguirre - 36 Cristian Medina - 43 Milton Delgado - 45 Mauricio Benítez - 46 Juan Cruz Payal - 47 Jabes Saralegui - 50 Julian Ceballos - 51 Santiago Dalmasso | - 07 Exequiel Zeballos - 09 Milton Giménez - 10 Edinson Cavani - 11 Lucas Janson - 16 Miguel Merentiel - 41 Iker Zufiaurre - 44 Ignacio Rodríguez - 53 Joaquín Ruiz |

Oversigt sidst opdateret: 26. februar 2021.